# Heart to Heart (альбом Дайан Шуур и Би Би Кинга)
Heart to Heart — совместный студийный альбом американской певицы и пианистки Дайан Шуур и певца и гитариста Би Би Кинга, выпущенный в 1994 году на лейбле GRP Records. Продюсером записи выступил Фил Рамон.

## Отзывы критиков
| Оценки критиков                            | Оценки критиков |
| Источник                                   | Оценка          |
| ------------------------------------------ | --------------- |
| AllMusic                                   | [ 1 ]           |
| The Encyclopedia of Popular Music          | [ 2 ]           |
| MusicHound Jazz: The Essential Album Guide | [ 3 ]           |
| The New Rolling Stone Album Guide          | [ 4 ]           |
| The Rolling Stone Jazz & Blues Album Guide | [ 5 ]           |

Рецензент AllMusic Дэниел Джоффре отметил, что общая атмосфера альбома довольно мрачная, в духе «утопи своё разбитое сердце в джине», а некоторые струнные и синтезаторные аранжировки могут показаться излишними, учитывая, что музыка умело обрамлена фортепиано, гитарой, басом и барабанами. Несмотря на это, он отдал должное продюсеру Филу Рамону за то, что тот максимально постарался свести к минимуму непристойные моменты в альбоме, поскольку музыка порой может переходить тонкую грань между сантиментами и бредом. Также он отметил, что поклонники блюзового творчества Кинга могут быть удивлены тем, насколько эффектно он вживается в роль исполнителя баллад и интерпретатора поп-музыки, и, честно говоря, у него это получается гораздо убедительнее, чем у Шуур. Обозреватель Billboard указал на то, что на первый взгляд могло показаться неожиданным, даже неразумным сочетанием, при прослушивании оказывается вдохновенным сочетанием попсово-джазово-скэтового вокала Шуур и грубоватого напева Кинга.

## Список композиций
1. «No One Ever Tells You» (Хаб Этвуд, Кэрролл Коутс) — 4:57
2. «I Can’t Stop Loving You» (Дон Гибсон) — 4:28
3. «You Don’t Know Me» (Эдди Арнольд, Синди Уокер) — 3:54
4. «It Had to Be You» (Ишем Джонс, Гас Кан) — 3:17
5. «I’m Putting All My Eggs in One Basket» (Ирвинг Берлин) — 3:33
6. «Glory of Love» (Билли Хилл) — 3:50
7. «Try a Little Tenderness» (Джимми Кэмпбелл, Реджинальд Коннелли, Гарри Вудс) — 4:28
8. «Spirit in the Dark» (Арета Франклин) — 5:01
9. «Freedom» (Томми Фараджер, Лотти Голден) — 4:44
10. «At Last» (Мак Гордон, Гарри Уоррен) — 5:13
11. «They Can’t Take That Away From Me» (Джордж Гершвин, Айра Гершвин) — 2:47

## Чарты

### Еженедельные чарты
| Чарт (1994)                     | Высшая позиция |
| ------------------------------- | -------------- |
| США (Billboard Top Jazz Albums) | 1              |

### Годовые чарты
| Чарт (1994)                     | Позиция |
| ------------------------------- | ------- |
| США (Billboard Top Jazz Albums) | 7       |